# Минни Йо Хо (мультфильм)
«Минни Йо Хо» (англ. Minnie's Yoo Hoo) — двадцать пятый мультфильм с участием Микки Мауса. В этом мультфильме поётся песня «Minnie's Yoo Hoo». Мультфильм был спародирован с другого мультфильма про Микки Мауса «Глупости Микки». Чёрно-белый короткометражный комедийный музыкальный мультфильм. Премьера в США состоялась 5 февраля 1930 года.

## Сюжет
Мультфильм начинается без заглавной заставки. Шторы открываются, и оркестр из мультфильма «Глупости Микки» играет на инструментах. Микки начинает петь песню «Minnie's Yoo Hoo». Когда занавес закрывается появляется текст песни, и диктор, играя на пианино, поёт. Когда занавес снова открывается, Микки вместе с дикторским голосом поёт финал песни и хлопает зрителю.

## Награды
Микки Маус получил звезду на аллее славы в Голливуде.